# 송도컨벤시아
송도컨벤시아는 인천광역시 연수구 송도동에 위치한 지상 3층, 지하 1층의 대규모 전시장이다. 2005년 3월 7일 착공한 후 2008년 10월 7일 개장하였고, 인천관광공사가 운영한다.

## 시설 현황
- 전시장: 1층 17,021제곱미터
- 회의실: 1층 1,602제곱미터, 2층 270제곱미터, 3층 432제곱미터
- 프리미엄 볼룸: 2층 1,716제곱미터 (4000석 규모)

## 같이 보기
관련 항목
- 한국국제전시장(일산, KINTEX)
- 서울코엑스컨벤션센터(COEX)
- 부산전시컨벤션센터(BEXCO)
- 서울무역전시장(SETEC)
- 대구전시컨벤션센터(EXCO)
- 김대중컨벤션센터(KDJ Center)
- 창원컨벤션센터(CECO)
- 마쿠하리 멧세(일본 지바현)

관련 도로
- 컨벤시아대로

## 교통
- ● 인천 도시철도 1호선 인천대입구역 5번 출구(공사중)